# چگونه می‌توان با یک میلیونر ازدواج کرد
چگونه می‌توان با یک میلیونر ازدواج کرد (انگلیسی: How to Marry a Millionaire) فیلمی در ژانر کمدی رمانتیک و کمدی-درام به کارگردانی ژان نگولسکو است که در سال ۱۹۵۳ منتشر شد.

## بازیگران
- مریلین مونرو
- بتی گریبل
- لورن باکال
- ویلیام پاول
- دیوید وین
- روری کلهون
- کامرون میچل
- فرد کلارک
- الکساندر دارسی
- هرمینه اشترلر